# Pentti Sammallahti
Pentti Sammallahti, né le 18 février 1950 à Helsinki, est un photographe finlandais.

## Biographie
Pentti Sammallahti est le petit-fils de la photographe d’origine suédoise Hildur Larsson (1882-1952), qui travaillait pour le journal Kaiku d’Helsinski au début des années 1900.
En 1959, il visite avec son père l’exposition The Family of Man, organisée par Edward Steichen lors de sa présentation à Helsinki.
À onze ans, il réalise ses premières photographies en illustrant la vie quotidienne à Helsinki dans des petits carnets. 
En 1964, il rejoint le Helsinki Camera Club et présente sa première exposition personnelle en 1971. 
Il étudie l’histoire de l’art, la musicologie et les mathématiques à l’université sans obtenir de diplôme.
En 1974, il expose au Musée finlandais de la photographie et devient enseignant à la Lahti Art School puis à l’École supérieure des arts et du design à Helsinki. 
En 1975 Pentti Sammallahti reçoit le Prix national finlandais de photographie, qu’il obtient à nouveau en 1979, 1992 et 2009. 
Il bénéficie à partir de 1991 d’une bourse artistique d’État pour une période de quinze ans, ce qui lui permet de quitter l’enseignement et de se consacrer entièrement à la photographie.
Adepte du noir et blanc, il utilise un appareil photo panoramique. Au cours des années 1990 il effectue de nombreuses expéditions photographiques à travers l’Europe, l’Asie, la Sibérie. En 2005, il parcourt le continent africain pour un travail à la demande de l’hebdomadaire Japan Today. 
En 2004, Henri Cartier-Bresson choisit une photo de Sammallahti pour l’exposition inaugurale de sa fondation à Paris.
Pentti Sammallahti est le frère du linguiste Pekka Sammallahti (en).
Il est représenté en France par la galerie d'art photographique Camera Obscura.

## Expositions
- 1996 : Institut Finlandais, dans le cadre du Mois de la Photo de Paris
- 1998 : Houston Fotofest
- 2012 : Rencontres d’Arles
- 2017 : Stimultania, Strasbourg.
- 2018 : Maison de la photographie Robert-Doisneau, Gentilly.
- 2018 : Galerie Camera Obscura, Paris
- 2020 : Musée de la photographie Charles Nègre, Nice

## Collections
- Museum of Modern Art, New York, NY
- Victoria and Albert Museum, Londres, Royaume-Uni
- Museum of Fine Arts, Houston, TX
- Nice Audiovisuel, Nice, France
- Bibliothèque Nationale de France, Paris, France
- Pushkin Museum, Moscou, Russie
- Stedelijk Museum, Amsterdam, Pays-Bas
- Museum fur Kunst und Gewerbe, Hambourg, Allemagne
- Moderna Museet / Fotogra ska Museet, Stockholm, Suède
- The Finnish State Collections
- Photographic Museum of Finland
- Fondation Henri-Cartier-Bresson, Paris, France

## Distinction
- Médaille Pro Finlandia